# مقهى ريش
مقهى ريش (تأسس عام 1908م) علي أنقاض قصر محمد علي بالقاهرة كان أكبر تجمع للمثقفين والسياسيين في المنطقة العربية. يقع قرب ميدان طلعت حرب، تأسس عام 1908.

شيد هذا المقهى ألماني، باعه عام 1914 إلى هنري بير أحد الرعايا الفرنسيين الذي أعطى له اسم «ريش» ليتشابه بهذا الاسم مع أشهر مقاهي باريس التي ما زالت قائمة إلى الآن، وتسمى «كافيه ريش». وقبيل انتهاء الحرب العالمية الأولى اشتراه تاجر يوناني مشهور من صاحبه الفرنسي، ووسعه وحسن بنائه.حاليا يملك المقهى مجدي ميخائيل، وهو أول مالك مصري له.

## رواد المقهى
و قد كان المقهى ملتقى الأدباء والمثقفين أمثال نجيب محفوظ، ويوسف إدريس، وأمل دنقل، ويحيى الطاهر عبد الله، وصلاح جاهين، وثروت أباظة، ونجيب سرور، وكمال الملاخ، والمثال كامل جاويش والرسام أحمد طوغان والمحامي الأديب عباس الأسواني وشاعر النيل حافظ إبراهيم وامام العبد ومحجوب ثابت ومحمد البابلي والشيخ أحمد العسكري وكامل الشناوي ومحمد عوده كامل زهيري ومحمود السعدني وعبد الرحمن الخميسي وزكريا الحجاوي وايضا كثير من اللاجئين السوريين والعراقيين واليمنيين واشهرهم الشاعر العراقي عبد الوهاب البياتي وحسين الحلاق السوري والشاعر معين بسيسو الفلسطيني والشاعر السوداني محمد الفيتوري ومحمد أحمد نعمان السياسي اليمني والامير علي عبد الكريم سلطان الحج المخلوع وغيرهم ممن كانوا يحرصون على حضور نداوت نجيب محفوظ الأسبوعية التي كان يعقدها عصر يوم الجمعة منذ عام 1963 وذلك بعد وقف ندواته في مقهي الأوبرا وكان ريش يقدم المشاريب والوجبات بتخفيض خاص من باب الحفاوة بضيوف الروائي الكبير.
وو فق عبد الرحمن الرافعي في كتابه (تاريخ مصر القومي 1914- 1921) فإن ريش ملتقى الأفندية من الطبقة الوسطى، كما عرف مقراً يجتمع فيه دعاة الثورة والمتحدثون بشؤنها أو شؤون البلاد العامة. كما كان معقل لمختلف الطلائع السياسية المتحرره من التعصب الحزبي يتحاورون ويتسامرون ويتندرون ويتشاغبون لكنهم غالبا ما يتفقون علي موقف واحد في مواجهه الملمات الكبري التي تحتاج الي التحشد والوحدة الوطنية ومعظم البيانات الوطنية كانت خارجه من هذا المكان.فقد كان ريش متنفسا لكل الطبقات والانواع من الناس علي اختلاف نزاعتهم وقد ظل البوليس السياسي يقصد المكان ويملأه بجواسيسه ورجال المخابرات والصحفيين الأجانب كل يفتش عن مآربه الخاصة وقياس الاخبار ومواكبه النبض المصري.
وقد كان المطرب الملحن الشيخ أبو العلا محمد يغني ذات مساء مصطحبا تلميذته أم كلثوم وكانت لا تزال طفله ترتدي العقال والملابس العربية تعاقد المقهي معهما علي اقامه حفلات غنائية منتظمه حسبما اكدته صحيفه المقطم في عددها 30 الصادر مايو 1923 عبر إعلان يحدد يوم الخميس موعدا أسبوعيا لوصلات غنائية وتواشيح بصوتها الرقيق الذي ينفذ للقلب تحت عنوان هلمو احجزو محلاتكم من الآن كرسي مخصوص ب15 قرشا ودخول عمومي عشره قروش.وكانت السيده ام كلثوم بعد أن بلغت من الشهرة قمتها تحن الي ريش وقد شوهدت مرارا في الستنيات وهي تقف بسيارتها لمشاهده المقهي من بعيد.وكانت قد شوهدت اواخر الأربعنيات تجلس في المقهي علي طاوله تضم كامل الشناوي وأحمد رامي والفنان سليمان بك نجيب بينما القصبجي يطرب اسماعهم بارق الالحان علي العود.
وكان أيضا من أشهر رواد ريش الصحفي الأديب إبراهيم منصور. والشاعر نجيب سرور الذي كتب عن عوالم المقهي في ديوانه الشهير بروتوكولات حكماء ريش
و في بهو المقى قدمت فرقة الفنان عزيز عيد المسرحية فصولاً عدة من مسرحياته التي قامت ببطولاتها الفنانة روز اليوسف، تخللها بعض المونولوجات، يغنيها الفنان محمد عبد القدوس، والد الأديب إحسان عبد القدوس.والذي تعرف علي الفنانة روز اليوسف التي كانت بطلة الفرقة واثمرت قصه حبهما بالزواج.
أما الآن، فأشهر رواد المقهى ريش: هم الشاعر أحمد فؤاد نجم، وله قصيده شعبيه ذائعه الصيت وصف فيها أحمد فؤاد نجم المقهي ورواده.وظهور نجم ورفيق دربه الشيخ امام الذي لحن وغني اشعاره كان بمثابه قنبله موقوته فجرت الكثير من القضايا السياسية والأدبيه والثقافيه المسكوت عنها وحين القت المقادير نجم وامام وراء القضبان خرجت روائع الابداعات الثوريه والروائي جمال الغيطاني، والألماني فولكهارد فيندفور مراسل (ديرشبيجل).

## دوره السياسي
و كان للمقهى دور كبير في ثورة 1919، بل يرى كثيرون أن صاحب المقهى في هذه الآونى كان عضو في أحد أهم التنظيمات السرية، حيث وجدت في بعد 80 عاماً من ثورة 1919 آلة لطبع المنشورات وذلك عقب شرخ في أحد جدران المقهي عقب زلزال 1992 واكتشف سرداب سريا وبه منشورات والالات طباعه يدويه أثناء عمليات الترميم وجدير بالذكر ان صاحب المقهي آن ذاك تقدم بتصريح لحفلات موسيقيه كلاسكيه ولكن الإنجليز رفضو متحججين ان الاوركسترا سوف تقلق السكان فما كان إلا أن جمع صاحب المقهي توقيعات السكان وتم الرفض واضطر صاحب المقهي وضع السلطات امام الامر الواقع وتعالت اصوات الاوركسترا التي كانت تغطي علي اصوات الآلات الطباعة السرية. وفي العام 1972 انطلقت منه ثورة الأدباء، احتجاجاً على اغتيال الروائي الفلسطيني غسان كنفاني. كما أنه في ديسمبر عام 1919 شهد محاولة اغتيال رئيس الوزراء وقتها يوسف باشا وهبة.

## أغلاقه
تم اغلاق ريش في حكم الرئيس السادات ولما يتم فيه من مشادات ومناقشات ساخطه علي حكمه واتفاق السلام مع إسرائيل ومنهم عدد من الطلبة واللاجئين السياسين وضيوف القاهرة العرب وخشي صاحب المقهي اغلاقه بقرار إداري كونه يخالف قوانين الطوارئ التي تقتفي أثر التجمعات السياسية بدعوي حساسيه الظروف التي تمر بها البلد في ذاك الوقت ولكن مجدي مالك المقهي اعاد افتتاحه بعدها بسنوات وادخل أسلوب منمم اتشارج مما ادي الي افتقاده لرواده التقلديين من متوسطي الحال وتلك الروح التي توجج الحوار والمناقشة.وقد خلد المقهي أبرز شخصياته في صور ورسوم تزين جنبات المقهي.

## مواصفاته
ويتميز ريش عن باقي مقاهي القاهرة انه معلم بارز في تاريخ مصر الأدبي والثقافي والسياسي من أكثر من مائه عام وظل المقهي همزه وصل بين الجيل القديم والجيل الجديد من ظرفاء العصر ومبدعيه.
ومن أبرز جارسونات ريش هو فلفل النوبي وهو اسم شهره لاكثر جرسونات مصر عملا بهذه المهنة وهو محمد حسين صادق فقد استمر عمله في ريش لاكثر من خمسين عاما متصله ظل خلالها موضع حب واحترام زبائن المقهي فكان يحمل في جيبه أجنده يدون فيها ثمن طلبات الرواد ع المقهي والي حين ميسره يتم الدفع وقد خلدت ريش فلفل عبر صوره كبيرة له تتصدر مدخلها وتحمل عباره القدوة.